# Dark Passion Gallery
Dark Passion Gallery é um livro fotográfico escrito por Ville Akseli Juurikkala e lançado em 22 de outubro de 2008 na Finlândia. O livro é um diário fotográfico com imagens da banda finlandesa de metal sinfônico Nightwish durante a turnê mundial de seu sexto álbum, Dark Passion Play, lançado em 2007.
Juurikkala acompanhou a banda por quase um ano, desde seu primeiro show até o verão de 2008. Mesmo que o foco esteja na Europa, há também muitas imagens de outros lugares do mundo, da Ásia até às Américas. A ênfase é naturalmente nos membros da banda e suas vidas, tanto no palco quanto fora dele. Enquanto em turnê, Juurikkala e a banda viajaram no mesmo ônibus, dormiram nos mesmos hotéis e compartilharam camarins.
Sua capa é dura e impressa em preto e branco, destacando apenas o compositor e tecladista da banda, Tuomas Holopainen, ao vivo em um show. Dark Passion Gallery também está disponível no website de vendas oficial da banda, mas o pagamento só pode ser feito por depósito bancário, em euros.